# CSU Voința Sibiu
Clubul Sportiv Universitar Voința Sibiu a fost un club de fotbal din Sibiu, România, care a evoluat în Liga a II-a și Liga I. După desființarea FC Inter Sibiu în anul 2000, și apoi a lui FC Sibiu în 2007, CSU Voința a fost al treilea club sibian care a jucat la nivel înalt. În sezonul 2009-2010 echipa a reușit promovarea în Liga a II-a. Echipamentul este de culoare negru, alb-verde. În 2011 a promovat în Liga I după un baraj cu Săgeata Năvodari, ocupând locul lăsat liber în Liga I de echipe desființate sau retrogradate, în conformitate cu articolul 36 din regulamentul FRF. La sfârșitul sezonului 2011-2012 echipa a retrogradat înapoi în Liga a II-a.
Clubul a fost desființat pe 13 noiembrie 2012.
În ianuarie 2013 suporterii sibieni au înființat o nouă echipă sub numele de LSS Voința Sibiu, care joacă în Liga a IV-a Sibiu.

## Stadionul

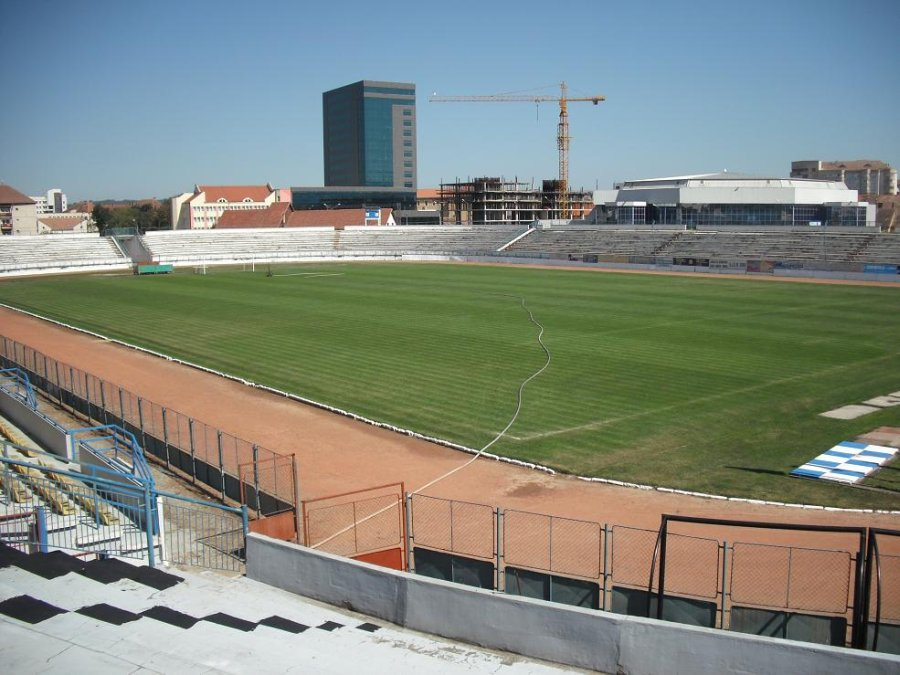
Stadionul Municipal Sibiu (1927)

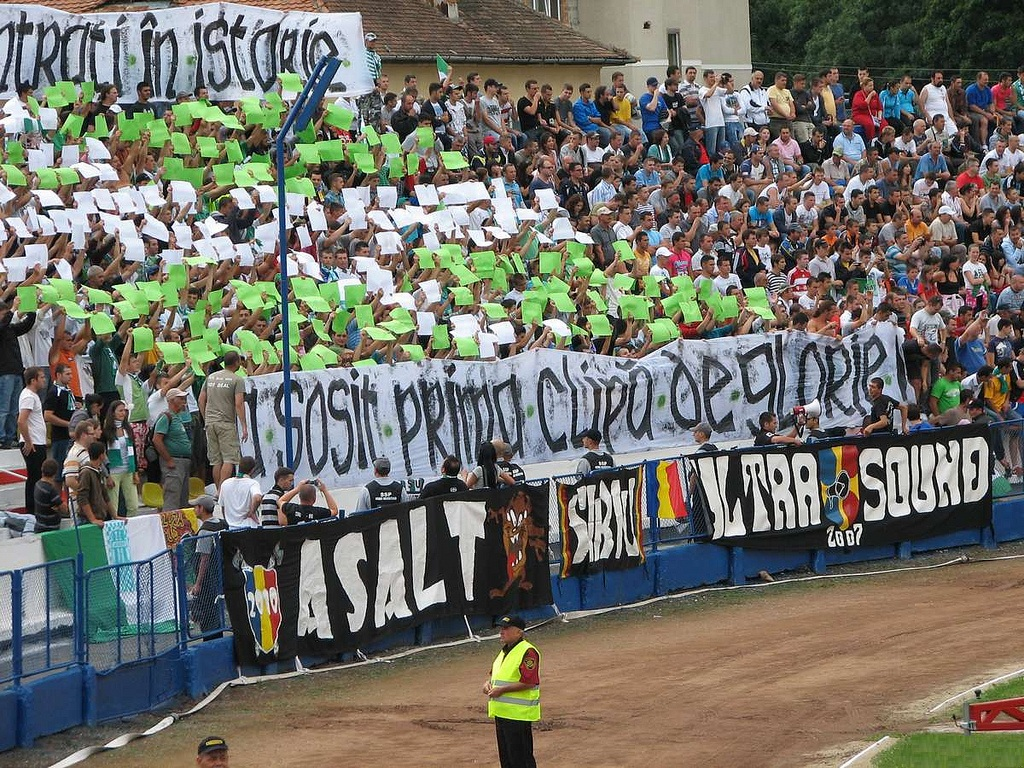
Galeria Voinței la primul meci al echipei disputat în Liga I, la meciul cu Steaua de pe data de 23 iulie 2011 terminat cu scorul de 1-1, afișând două bannere cu mesajele: „Învingeți Steaua intrați în istorie” și „A sosit prima clipă de glorie”

Stadionul Municipal din Sibiu este o arenă sportivă construită în anul 1927. Are o capacitate de 14.200 de locuri. În prezent pe acest stadion se dispută meciurile de pe teren propriu ale echipei de fotbal CSU Voința Sibiu. Stadionul dispune de aproximativ 5000 de scaune la tribuna principală, 500 de scaune la tribuna 2 iar aproximativ 250 de scaune la sectorul pentru oaspeți. Ultima renovare a stadionului a avut loc în vara anului 2010 deoarece echipa Gaz Metan Mediaș urma să dispute mai multe meciuri din Liga I pe stadionul din Sibiu. În acest timp stadionul echipei medieșene a suferit diferite transformări.

## Titluri
Liga a III-a:
- Campioni (1): 2009–10

Liga a IV-a:
Campioni 1988-1989
- Campioni (1): 2008-2009

## Ultimul lot de jucători
| Nr. |         | Poziție | Jucător         |
| --- | ------- | ------- | --------------- |
| 1   | România | P       | Remus Dănălache |
| 3   | România | F       | Nicolae Grigore |
| 4   | România | A       | Andrei Antohi   |
| 5   | România | M       | Eugen Beza      |
| 6   | România | F       | Rareș Forika    |
| 7   | România | M       | Iulian Popa     |
| 8   | România | M       | Florin Măjer    |
| 9   | România | A       | Cornel Coman    |
| 10  | România | A       | Radu Neguț      |
| 11  | România | A       | Cristian Hardău |
| 13  | România | F       | Caius Lungu     |

| Nr. |         | Poziție | Jucător              |
| --- | ------- | ------- | -------------------- |
| 14  | România | F       | Marius Burlacu       |
| 16  | România | F       | Sergiu Bar           |
| 17  | România | M       | Daniel Tătar         |
| 18  | România | F       | Doru Buican          |
| 19  | România | M       | Ionuț Matei          |
| 20  | România | A       | Cristian Cigan       |
| 22  | România | M       | Claudiu Bunea        |
| 23  | România | F       | Dumitru Apostol      |
| 24  | România | A       | Alexandru Martinescu |
| 25  | România | M       | Răzvan Dâlbea        |
| 32  | România | P       | Bogdan Miron         |